# Amfiteatre d'Arle
L'amfiteatre d'Arle és una construcció romana de finals del segle i, en el marc de les extensions flavianes de la ciutat. Està inscrit a la llista del Patrimoni de la Humanitat de la UNESCO des del 1981.

## Història
Els enginyers romans varen construir l'amfiteatre sobre el pujol de l'Hauture. Abans, hagueren d'enderrocar el recinte augustinià erigit un segle abans. L'amfiteatre reprèn les característiques clàssiques d'aquest tipus de construcció i s'inspira en el Coliseu de Roma que s'havia acabat feia poc: un sistema d'evacuació a través de nombrosos passadissos d'accés, una escena central de forma el·líptica envoltada de grades, amb arcades de dos nivells, amb una longitud total de 136 metres, o sigui d'una dimensió superior a la de l'amfiteatre de Nimes construït poc després. Aquest edifici pot acollir 25 000 espectadors.
Aquest «temple» del joc on s'enfrontaven els gladiadors va estar en funcionament fins al final de l'Imperi Romà. Documents històrics ensenyen que encara s'utilitzava sota l'episcopat de Césaire d'Arle (503-542) i després de passar la ciutat sota el domini franc (537) fins a 549, data del darrer espectacle amb l'arribada de la pesta.
A finals del segle vi, l'amfiteatre s'adapta a la nova realitat del temps: la tornada de la inseguretat. Es transforma en una ciutat fortificada, es dota de quatre torres i dins s'hi integren més de 200 habitatges i dues capelles.
La seva nova funció residencial va perdurar en el temps - Francesc I en una estada a la ciutat se'n sorprèn i lamenta trobar tal edifici en un estat tan trist - abans que l'expropiació començada des de la fi del segle xviii i acabada definitivament el 1825 sota la impulsió de l'alcalde de la ciutat de l'època, el baró de Chartrouse. L'amfiteatre troba des de 1830, en el moment d'una festa inaugural en ocasió de la celebració de la presa d'Alger, el costat festiu i dramàtic inicial per al qual va ser construït, com una mena de prolongació dels costums romans, amb l'espectacle taurí. És per aquest motiu que se'l coneix comunament com Arènes. El 1840, és classificat monument històric i el 1981 inscrit al Patrimoni de la Humanitat de la UNESCO.
Actualment a l'amfiteatre s'hi representen nombrosos espectacles, en particular curses de braus, a les quals cal afegir teatre i espectacles musicals.